# José Refugio Mercado Díaz
José Refugio Mercado Díaz (ur. 28 lipca 1942 w Ixtlahuacán del Río, zm. 15 października 2014) – meksykański duchowny katolicki, biskup pomocniczy Tehuantepec w latach 2003-2009.

## Życiorys
Święcenia kapłańskie przyjął 1 grudnia 1963 i został inkardynowany do archidiecezji Guadalajara. Przez kilkanaście lat pracował w duszpasterstwie parafialnym. W 1988 został wikariuszem biskupim dla rejonu "Ponente B", zaś w latach 2001-2003 odpowiadał za rejon Jalisco.
16 września 2003 papież Jan Paweł II mianował go biskupem pomocniczym Tehuantepec oraz biskupem tytularnym Turuzi. Sakry biskupiej udzielił mu 15 listopada tegoż roku kard. Juan Sandoval Íñiguez.
10 czerwca 2009 papież Benedykt XVI przyjął jego rezygnację z urzędu.
Zmarł 15 października 2014.